# 小田急3000型電聯車 (初代)
小田急3000型電聯車（日语：／ Odakyū 3000-gata densha */?）是自1957年起至1992年间，日本铁路公司小田急電鐵曾使用的特快列车（归入小田急旗下特快铁路线路品牌浪漫特快）。
本车型是针对“60分钟连结新宿和小田原”的目标而计划开发的“划时代的轻量高性能新特快列车”。在开发之际由于得到了日本國有鐵道旗下铁道技术研究所的技术支持，而成为日本最早引入新型技术的几款铁道車辆，在这之中也有后来国铁接管后用于开发新幹線的技术，因而本车型在日本被认为是「新幹線鼻祖」和「超高速鐵路先驱」。车辆昵称被設定为“Super Express”，简称「SE」，简称「SE」也包含有“Super Electric car”的意思。

## 概要
1948年从東急電鐵（大东急）分离出来单独成立的小田急電鐵把未来的发展目标设定为进行「60分钟连结起新宿和小田原」、轻量化、高性能列车的开发。正当那时，国铁研究所正在进行将航空技术应用到铁道超高速车辆的研究，注意到这一设想的小田急，开始着手与国铁以共同开发的形式进行车辆的研发。
此次共同研发的成果——小田急3000型電聯車（SE车），于1957年首次亮相，并在東海道本線进行高速试验，创造了当時窄軌铁道的世界最高速度纪录145km/h，为此后国铁特快电车的开发提供了诸多数据。此外，本车前卫外观的出现也促使鐵道友之會创立了藍絲帶獎制度，并在1958年为其授予了第1届藍絲帶獎。
最初以8辆連接車的形制登場，而1968年以后为了使列车驶入御殿场线而将编组缩短为5辆連接車，也被称为“Short Super Express”（短特快列车的意思，简称为「SSE」）。1991年20000型（RSE車）亮相并投入使用，到了1992年小田急3000型電聯車車辆全部退役。
本条目中也记述后期被转让给大井川铁道（1983年时期）的車辆。另外，关于在本条目中出现的简称，本型号3000型電聯車为「SE車」，3100型電聯車为「NSE車」，7000型電聯車为「LSE車」，10000型電聯車为「HiSE車」，20000型電聯車为「RSE車」，50000型電聯車为「VSE車」，60000型電聯車为「MSE車」。鐵道省、運輸通信省、運輸省以及日本國有鐵道所营运的国有铁道事業简称为「国铁」，铁道技术研究所为「研究所」，小田急電鐵为“小田急”，而驶入箱根登山铁道箱根湯本站的特急列車则简称为「箱根特急」。此外，小田急电铁在进行车辆編组编号时使用「停靠新宿的先頭車辆的车辆编号（新宿方向車号）×辆数」来标记，在具体编组的标记中写作「3011×8」、「3021×5」等。

## 登場经过

### 小田急的目標
1948年6月1日，小田急從大東急分離獨立之际被任命为董事兼运输负责人的山本利三郎，自学生時代得知連接車技术的存在以来就一直对其保持关注，当得知西班牙已经開发出TALGO連接車的技术后就曾考虑过「这在电车上不能完成吗？」。山本在1935年于国铁東京铁道局任职时，以業務研究資料的形式提出题为「关于関節式新電車」的构想。其中有「引入関節車（連接車）技术使得噪音、车厢摇摆和乘坐感受的改善之外，车头部采用流線形设计，驱动方式也由悬挂驱动方式进行改良以减少噪音使高速電車运行于東京和沼津之間」等内容。这个想法在当时的国铁根本不能被接受，但山本此后依然继续对連接車的引进抱持关注，也在1948年冬与当時的新入职社員生方良雄一道，考察了当时已经作为連接車所使用的西日本铁道500型的構造和保养情况。
另一方面，拆分独立后的小田急，正以“恢复和改善因戰争而衰败的交通设施”为主要目的而成立的改善交通委员会将未来的发展目标设定为「60分钟连结新宿和小田原」。此目标值，在戰前为阪和电气铁道的45分钟连结阪和天王寺和東和歌山之间的61.2km距离，这就要求图定速度（运行時刻表制定速度）要达到81.6km/h，如果是以这样的图定速度的话，新宿与小田原之間的82.8千米（当時）被认为是能够在60分钟内运行完全程的。大阪出生的山本，平常总是以阪和电气铁道作为例子，而这个目标不单单以打破阪和电气铁道的纪录为目标，它的目的还在于通过提高速度来增加列车客运的营业额并提高管理效率。
在当時「高速行驶需要使用大功率主電動機，而为了保证粘着性能車体也必须沉重坚实」的说法被普遍认可。然而，此时小田急电铁的管理基础仍然很薄弱，尚不能为了加速推进研发而对整体设施进行大量投资。另外，当時引进的1800型電聯車的乘坐舒适性很差，在护路部門中事实上对其还存在着「線路破坏型車辆」的嫌恶之词。为此，一方面极力压缩在軌道及變電所等设施方面的投资，一方面又树立了“改善車辆的高速性能”的方针。按照这项方针，为了进一步进行轻量、高性能车辆的开发，而反复进行研究和试验。
1954年出厂的2100型電聯車成功实现了車体轻量化。关于驱动方式，同一年出厂的2200型電聯車成功实现万向接头驱动方式的实用化。该年的9月11日決定正式进行新型特急車辆的开发。

### 小田急与国铁的共同研发
与此同时，国铁也在继续进行高速车辆的研究。1946年时，山本的友人島秀雄将日本海軍航空技術廠的三木忠直和松平精等召入研究所，并成立“高速轉向架振動研究会”进行研究工作。从航空技术厂转入研究所的研究者们引入航空器技术来研究铁道的高速化方案。而关于转向架的振动问题，接着也根据松平的研究结果制定出了解决办法。
相較于開發，此时的研究所内部有更多的研究部门在進行試驗活動，1949年9月大塚誠之出任所長，大塚鼓励研究者自由的研究，并指示研究人员积极的进行研究成果的发表。此外，还要积极接收来自外部研究委托和设计工程。
响应这一政策，1953年9月三木忠直所发表的研究成果的内容正是「若以轻量低重心的流線形車体，在窄轨上允许运行速度平均为125km/h、最高为160km/h，东京和大阪之间全程运行只需4小时45分是有可能的」。然而当时所假定的是：“採用将突起物全部收藏进車体内部，完全徹底的空气动力学設計情况下，以1200馬力的電力機車牽引7辆編组客車的形式（動力集中式）”，而非動力分散式的列車的構想。
这一構想受到国铁本部「这是本部所应当考虑的事」的批评，而運輸省则转而答复「依据申请将下拨研究补助金费」。于是，国铁为了日本铁道車辆工業協会的研究委托而成立了「超高速車辆委員会」。经反复研究後于1954年9月敲定设计目标为「全長100.9米的7辆連接車、自重113.3吨、8台功率为110千瓦的电动机、定員224名、最高速度150km/h」的車辆構想。
针对这份研究报告，1954年10月19日，山本对研究所提出了「作为特急車辆希望能够拿出世界级的水平」，以及要求对新型特急車辆的规划和設計进行全面技术指导。
小田急和国铁在东京和小田原之间的旅客数上是为竞争对手关系，实际上当时小田急曾有对国铁80系電車的運行表示反对的事件发生，这样的委托看起来不合乎常理。不过，就在此时，島秀雄在櫻木町事故发生之後从国铁离职，只能站在通过心腹部下来施加影响的处境。对于国铁内部当時已经存在着的高速電車的研发计划，作为大型机构的国铁对此并没有相当的了解。島秀雄則持「若成功引進私铁參與的話，国铁也能因引入高速電車而飞速发展」的意見。另外，研究所一方则有「藉由小田急的方案可能可以使高速铁道研究成果得以确认」的考量。因此，研究所决定充分响应小田急的诉求，1954年10月25日起，研究所以受小田急的委托研究的形式開始新型特急車辆的共同开发。

### 基本構想
自1954年11月至1955年1月之间，研究会前后进行了八次基本構想的制定。1955年1月25日，基本構想制定完成后，由于此时期小田急电铁旗下列车最长的编组为17米车厢4辆编组，于是定下内容为总长70米的5连接车配置。1955年1月16日，日本車輛製造、川崎車輛（后来的川崎重工）、近畿車輛、东阳电机制造、東京芝浦電氣（后来的东芝）和三菱电机等以共同設計者身份参与计划，并在研究所的指導之下投入到具体的設計任务中。小田急从創業最初起，所用电气设备就普遍采用三菱電機制，而轉向架则一般都采用住友金屬工業的产品，特别是三菱集团作为主要投资銀行的关系，在选择参与新型特急車辆設計计划的生产厂家时，纯粹是从技术方面进行的考虑的，只有在很难确定孰优孰劣的情况下，才会优先考虑小田急电铁此前曾有过合作的厂家。
山本公开声明道“就算能减轻1克的负载，也要采用更轻质的部件”，目标为每米长度平均重量为1吨，除了彻底追求为使轻型车辆能安全行驶的条件，在不考虑未来的降格使用的情况下，视作特快专用列车。另外，由于山本考虑到「特快列车在十年之后也将过时」、「长期使用同一型号车辆不利于鐵道車輛的进步」，认为使用寿命应该是在10年。
在确定頭部的形状时，使用了东京大学航空研究所的风洞实验装置，这是日本铁道車辆設計歴史上首次进行全面的风洞实验。此外，还进行了盘式制动器的测试。另外，为了防止随着高速运输而产生的平交道事故等所使用的補助警報器（特殊汽车喇叭）也在現有車型上进行了试验。
另外，如上所述，依据山本抱持对连结车的强烈地兴趣，新型特急车辆的连结结构遂采用连结车形式。三木虽然赞同連接車方案，但对于连接车在维护上的不便表示担忧。可是，山本主张「小田急若将保养和整备的技术也考量进去话也不错」，决定引进連接車技术。这时期的经堂工场，由于连可供17.5米车厢4节编组进入车库的设施都尚且没有，小田急公司内部对于連接車的维修保养的意见是「没有把握可以在经堂工场做维护」。

### 开发计划的暂停和重启
于此平行的是，小田急电铁爲了在設計上體現来自社内各部门意見的匯總，而在社内設置了車辆委員会。然而，由于设计思想远远地超越了小田急电铁之前所营运使用的车辆，要总结和统一公司内部的意见是十分的困难的。由于驾驶席比较低，驾驶系统部門认为「在意外发生时，电车司机的危险很高」、「驾驶席的视野很差」。此外由于客舱地板较低，营業部門认为「座席上的乗客如果是可以被从月台上俯视的样子的话（会带来不舒服的感受），这将是一种乘运服务上的失职」。尽管面对持续拼命的游说，抱持有「不能使用这样越出常轨的车辆」观点的运输部門也的反弹也与日俱增。最后，在1955年秋，研究方案被暂时搁置。
然而，半年後的1956年3月，国铁宣布从新宿经貨物線驶往小田原和伊豆方向的准快速列车「天城号」开始营运。因为这趟列车的运作，小田急旅游运输业务预计会受到很大的影响，公司内部一致意见为「加快划时代新特急車的生产来与之抗衡」，SE车开发计划于是被重启。
1956年5月，列车的规格被确定，同年6月底起开始生产。最早时如上所述规格为全長70米的5辆連接車编组。由于1957年5月起小田急将开始全面使用全长105米6车厢编组运行，因此1956年5月7日规格为变更为全長108米的8辆連接車编组。在即使没有太多相关的经验和实际运用成果的情况下，仍然采用8辆連接車编组的方案，这在当時被评价为一个十分大胆的决定。另外还有将驾驶室设计为二层，上层设置观光席，以及设置二等車廂的优等车辆等方案，在最后这些方案没有被采纳。
面临車辆采购的时候，小田急、日本車辆製造、川崎車辆、住友信託銀行4家公司设立了叫做“車辆信託制度”的新制度。此为效仿美国叫做“费城计划”的制度而来，SE车作为新型特急車辆是日本最早采用車辆信託制度的車辆。
于是，SE車作为「划时代的轻量高性能新特急車」登場。

## 車辆概述
本节以出厂时的规格为基础，在设备扩增途中的修改则单独介绍。对于升级的变化，在沿革中详述。
SE車以8辆連接的固定編组，先頭車为电力控制车，中間車全为电动车，形式都是デハ3000型。关于編组，请参见条目底部的編成表。另外，在淡季也可以作为5辆連接車编组使用，在这种情况下，1、2、3、7、8号车厢的5辆编组或1、2、6、7、8号车厢的5辆编组方案均可，5辆連接車编组的情况下，在第3节车厢的两側使用未安装電動機的附随轉向架。不过，由于实际使用中几乎没有使用缩短编组的機会，为了简化电路，1959年3月所生产的编组（3031×8）设定为永久8辆連接的回路。在那之前，日本的连接车无论车厢数量为多少，每一组编成单位均采用唯一的车辆编号，SE车在车体外附有车辆编号。

### 車体
关于車体，主要由日本車辆旗下的川崎車辆负责，研究所側的主要负责人是三木忠直。在那之前的特快列车因需要考虑降格使用，所以车体的强度设计会以额定载员的250%作为载荷来计算。但SE车在未来并不考虑降格使用，所以在引入飞机制造技术的前提下以额定载员的130%的载荷来计算，以求在各个部分普及彻底的轻量化设计。
先頭車的車体長为15750mm、全長15950mm，中間車的車体長为12300mm、全長12700mm，車体宽为2800mm。车体构造为了强度构件的轻量化而采用单壳车身设计，车身外板采用比以往车辆厚近一半的1.2mm耐腐蚀鋼板，为防止产生皱折在构造上每间隔125mm就置入有肋板。这些耐腐蚀钢板委托日本钢管有限公司来开发，钢板材料中添加有铜和磷。最初的计划中车体原定使用轻质合金，因车辆制造方尚无轻质合金车体的制造经验，以及价格过高的缘故而使用了钢板。
车体横断面下半部以半径为4000mm的平缓弧线收束，侧面的上部则以4度的内倾角设计，目的是确保防侧风稳定性，降低风压的影响。由于低重心化设计，转向架之间车厢中段部分的地板较低，轨道顶部到地板之间的尺寸，转向架上方地板为1000mm而车厢中部地板则为875mm。车体框架底部运用飞机主翼构造技术，舍弃了在此之前存在于铁路车辆中的中梁，除了以波纹板来承担纵向方向的抗压强度以外，横向方向的梁柱同航空器一样通过打重量减轻孔来谋求轻量化。地板结构也运用了航空器领域的技术，采用了蜂窝状结构。
作为这些努力的结果，车体重量由传统车型的每米均重500千克，轻量化至SE车的每米均重370千克，相对于2300型全長70米的4节车厢编组135吨（每米均重1.93吨），SE車全長108米的8节連接車编组下尚不足147吨（每米均重1.36吨），从而实现了大幅的轻量化。
另外，在SE车研发制造的当时，尽管在此之前的铁道车辆并没有多少曾进行过，但SE车还是进行了负载试验，针对车体的175个部位进行了扭曲和抗压等施力的测定。对于负载试验，岛秀雄评价道「有助于国铁车辆的车体构造设计」，此后不论国铁还是私铁，新设计制造的车辆都必须进行负载试验。

#### 车頭部
车頭部的形状为流線形，以模型反复进行風洞试验，接着在以此为基础制作出全尺寸模型（实物大小的模型）上进行详细的研究。其结果是，对应国铁80系電車的形状抵抗係数为0.64、SE車则减少至0.25。原本若车头顶部再缩进一点的话能进一步的减少空气阻力，当時日本的石英生产技術尚无法生产出圆锥面的玻璃，于是设计为以柱面玻璃为前提下的形状。
前照灯是日本铁道車辆上首次使用的密封光束灯，由于当時尚未开发出专门为铁道車辆所使用的密封光束灯，所以使用汽车用24V型号。前照灯位置被设置在抵消空气阻力的流線形车鼻頂点处，出于若将车灯分置于车头的左右侧「当一盏灯故障时，无法准确辨别列车的位置」的原因，两盏车灯被安装在车头正面的中央。另外，夜间会车时因为灯光对对向司机而言实在是太过耀眼，所以在驾驶席设有脚踏式前照灯调光器开关。先頭部还收藏有異常時所使用的收入式簡易連結器。
另外，爲了保证车头底部不会因空气力影响而向上浮起，設置有兼做排障器的保险杠。3031×8正面的保险杠的開口部由楕圆形变成正圆形，这个是外观上的識別点。

#### 其他车身结构

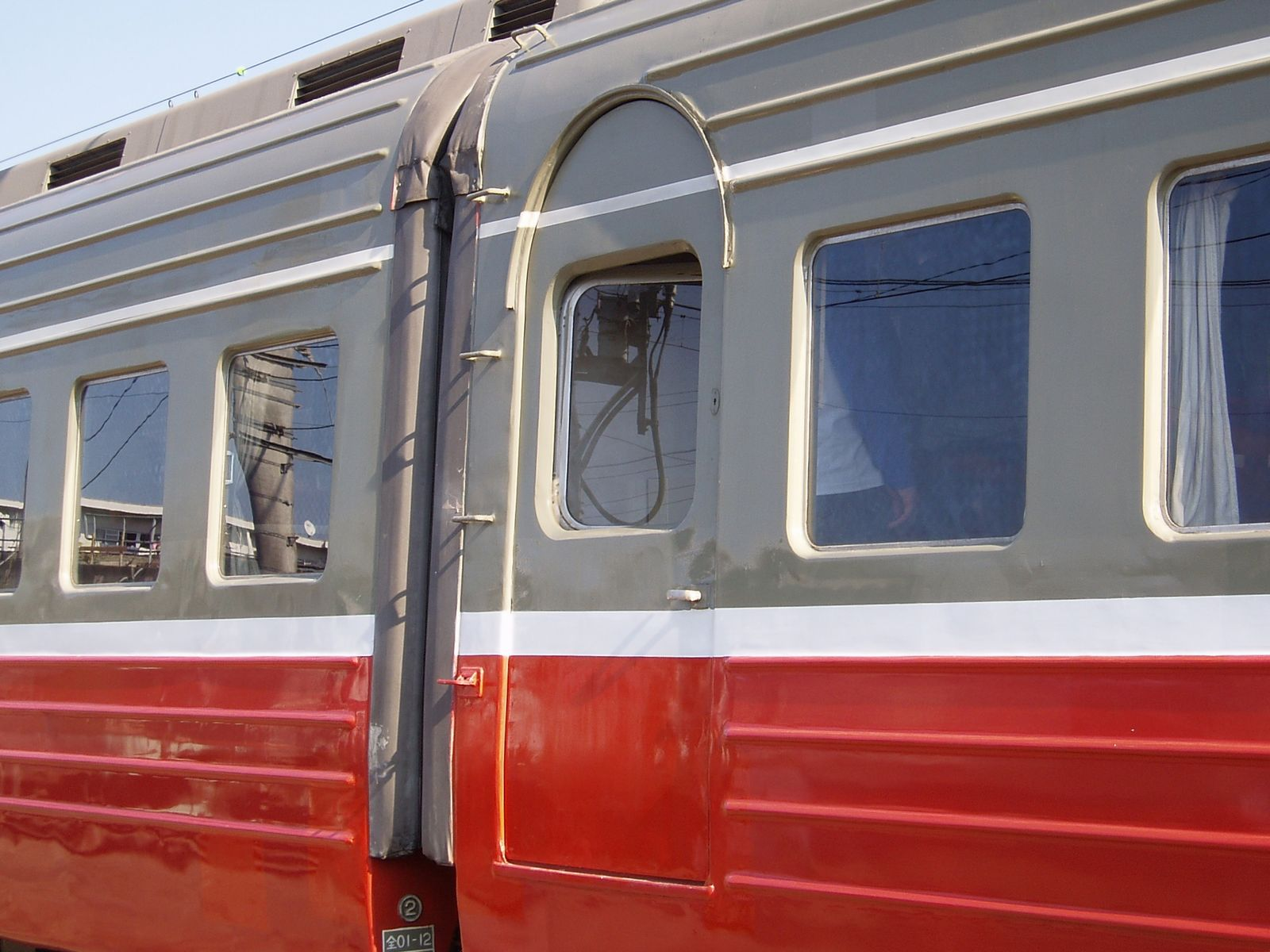
出入台附近（因1984年之后进行过改造，与登场当时有所不同）

关于车厢侧面客用门，在每节中间车厢都安装有一扇与车体截面相配合高1770mm、宽800mm的手動式内開门。门的内开式门扇设计是为了使车体尽可能的平滑，由于当时还未构思出內崁式門，而若采用飞机同样构造的门反而会增加车身重量，所以最终采用这种结构。侧窗为单块700mm见方的上推式窗，窗户之间间隔宽度被设计为300mm。乗務員室門高為1400mm，寬為600mm。为使车内视界良好，车辆间的貫通路被拓宽，且没有设计任何隔断门。
車廂頂部的风机進氣口設計為雙重構造，先頭車的最前部还内置有補助警報器用的扬声器。
关于车体的烤漆设计，曾有「与之前的车辆采用同样的颜色」的意见，但最后仍决定「因为是全新的电车，应当用新的颜色」。因曾做过小田急宣传海报的缘故，由二紀会的宮永岳彦负责色彩設計，以朱紅色为基調加入白色和灰色的带子，以鲜艳的颜色作为警戒色。这一设计，后来被NSE車和LSE車所繼承，而朱红色的色彩则被VSE車和MSE車所繼承。

### 内部装修
据车体一节的描述，车体中部采用低地板式设计，因此转向架与车辆中央部地板之间所形成的高低差采用客舱两端通道进行倾斜设计来解决。关于座席，采用旋转式交叉席位，座位间距被设置为1000mm。该座席设计参考自DC-4型客機的座席设计，特别通过在像削减螺丝头等细节方面来减轻重量。因设计时优先考量车体轻量化，而引入自动调节機構，于此，相较于同类型的座席重量的60kg轻量化至33kg。座席的旋转方法是踩下座位下的踏板使其旋转。但是，車端部的座席因空间不足而无法旋转。因地板存在高差，地势较高处的座椅从地板到椅面为340mm，除此以外的座椅从地板到椅面为400mm，尽可能保持座位位置的整齐。窗户下每个座位处设有可以拉出使用的折叠桌。
車廂内的配色，天花板为白色，墙面镶嵌色彩鲜艳的合成树脂板，窗帘上方镶边嵌入红色带。座椅采用了深蓝色的面料材质。
3号车新宿方向靠海一边上下客门旁以及6号车小田原方向方向靠海一边上下客门旁设有咖啡厅柜台（小卖部）。2号车新宿方向靠海一边上下客门旁以及7号车小田原方向靠海一边上下客门旁设有男女通用和式厕所/化妆间。咖啡厅柜台和厕所隔着通道的另一侧是正常座位。
分隔驾驶舱和乘客舱之间的门采用双铰链式设计，不论从左右侧均能开启。这是由于有来自司机方面关于紧急时刻逃生的意见，当列车司机使用时从驾驶室侧看是左侧铰链，列車長使用时从驾驶室侧看则是右侧铰链来开关门。

### 主要機器
地板下的装置，由于考虑到重心降低的缘故，与以往车辆上的设备配置大不相同。

#### 速度控制装置
主电动机和驱动装置由在电机空心轴平行弹性万向联轴节传动装置领域技术业已成熟的東洋電機製造承接工程，控制设备由各电机制造商进行设计投标，结果東京芝浦電氣（東芝）以重量最轻的超多级调速控制装置中标承接工程，制動装置由曾与小田急有业务合作的三菱電機承接工程。
牵引电动机采用功率100kW（端电压375V、额定转速1800rpm、磁场削弱率最低50%）的東洋電機製造的TDK806/1-A型带补偿绕组的直流串励电动机，其特点是额定转速高，在高速状态下可以充分启用动态制动能力。为应对在箱根登山線上坡路段时的低速运转状态，冷却方式采用強制通風式。传动装置采用東洋電機製造製的DND143-SH9921型电机空心轴平行弹性万向联轴节传动装置。齿轮传动比为78:21=3.71。牵引电动机的最大转速为4320rpm，東洋電機製造表示「理論上速度可以达到4300rpm，180km/h」。
主控制器为安装于2、5、7号车厢上，采用带电阻制动功能的MM-50A型電動凸轮軸式电阻调压装置。由于特急列车的启动次数较少，并考虑到减少起动时的电能损失而对牵引电路进行了简化，因此并未使用直流电力机车传统的串—并联转换，而仅采用纯粹的电阻调压控制以及磁场削弱的方式，主电路中以一台主控制器控制四台牵引电动机（1C4M），四台电动机均采用串联连接的方式（永久4S）。此外，由于所有的主控制器都是通过串联连接，所以亦可视为一台控制器控制12台牵引电动机。控制级数为电阻控制14级、磁场削弱3级，制动时使用14级的全励磁控制，起动时为防止冲击，将速度设定在叫做「（伪缺口的意思）」的5级低速段。为保证车下设备距离轨面有足够的空间，这些通常沿着轨道方向安装的设备改为沿着枕木方向平行安装，设备箱被吊挂在底架横梁之间。

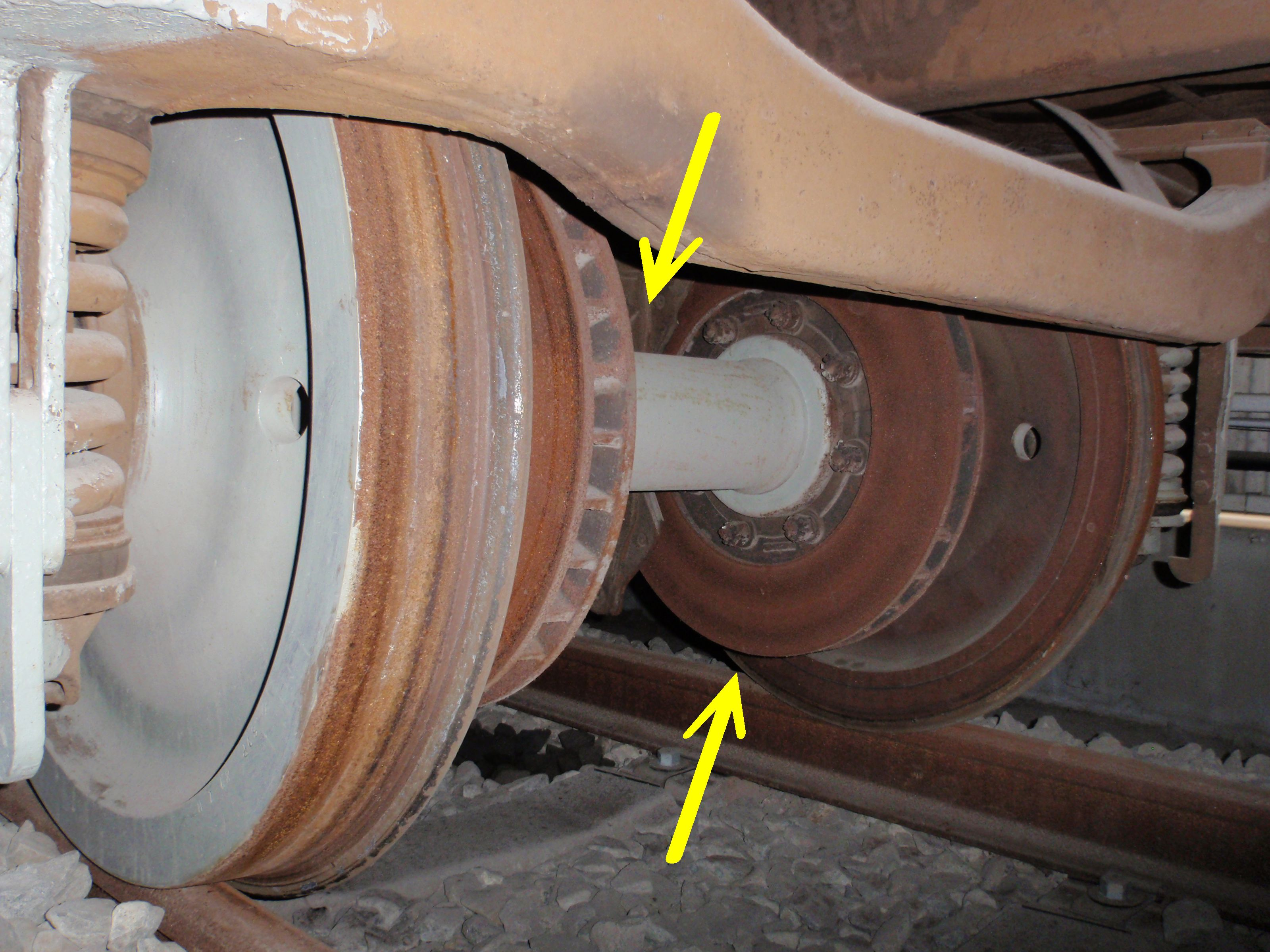
日本铁道车辆上首次使用的盘式制动器（黄色箭头所指的圆盘是改造后的双盘式）

制动方面，采用電空并用的HSC-D型电磁直通制动，在制动初速度125km/h的情况下可以在600米以内停車。为使制动系统也实现轻量化，一般電動車和附随車的重量平均为800kg，SE車则控制在500千克。基本制动系统，電動轉向架所用的是卡式（双抱闸式）踏面制动，附随轉向架则是单碟式盘式制动器。盘式制动器因研究所强烈主张“为了提高最高运行速度应使用盘式制动器”而被采用，此项技术衍生自飞机上所采用的技术，此为首次在日本铁道车辆上采用盘式制动器的事例。此外，在设计初期阶段曾研究过气动制动的方案，但因其在150km/h以下速度时的制动效果不甚理想而未被采用。
主電阻器使用強制通風式特殊带状电阻器。

#### 轉向架
因多转弯的小田急線轨道条件，以「可以很容易地通过转弯」、「沒有悬伸之后可以提高乘坐质量」、「縮短車体支撑間隔来确保車体剛性」、「以轉向架配置的平均化来减轻轨道負担」等设计特点为考量，采用各节车厢之间的连结部正下方安装带有可旋转支架的中心板的連接構造。基于这个原因，轉向架数每1編组8辆车体采用9台转向架、5辆车体采用6台转向架。
一般的转向架车在车体侧设置有被叫做「接线盒（日语：つなぎ箱）」的装置来安放连结轉向架和車体配线的接线端子，SE車的「接线盒」则设置在轉向架側，这种「接线盒」并不用来放置转向架与车体间的配线的接线端子，而是用于放置车厢与车厢之间的引线端子。在此之后，NSE車、LSE車、HiSE車和VSE車等均采用連接構造，這是小田急特急车辆的一大特点。

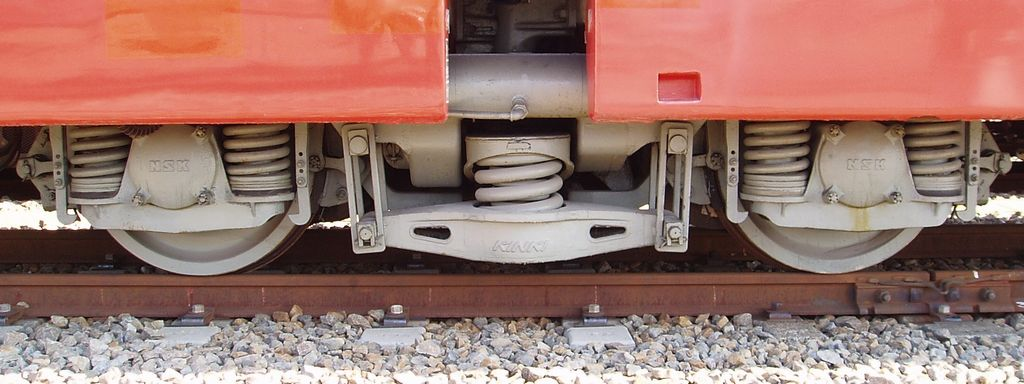
電動轉向架 KD17

转向架本身，由振动特性的研究成果松平精建议使用圆筒案内式（施利伦）轉向架。为此，以减轻重量为目的，而采用这种方法，由与原开发商瑞士车辆与升降机制造（SWS）公司技术合作進行施利伦转向架的設計製造的近畿車輛负责設計製造。
近畿車輛的施利伦轉向架，在本型号设计的当时为1954年近畿日本铁道大阪線的WN驱动试验車的モ1450型モ1451用KD6、モ1452用KD7，再加上同名古屋線的直角万向接头试验車的モニ6211用KD8这3種作试验之後，同样是1954年所生产的西日本铁道的万向驱动试验車100型モ103、モ106用KD9，以及奈良电气铁道的特快列车デハボ1200型用KD10开始，包括母公司的近畿日本铁道株式会社，近畿车辆开始向私铁各公司交付车辆。

本形式所采用的轉向架有：KD17（電動轉向架，轴距2200mm）和KD18（附随轉向架，軸距2000mm）两種，車轮径均为840mm，枕簧为线圈弹簧的金属弹簧轉向架。由此各转向架的重量设计目标最终为3吨。施利伦轉向架的特点在于磨耗部分较少易于维护，通过将焊接钢板分成六块组装成箱型等别出心裁的设计将KD17和KD18的重量分别控制在3.8吨和3.6吨。由于SE车的负荷计算方式为定員的130%，因此弹簧的参数可以被设定的比较低，各处的弹簧可以较为柔性一点。此外，各转向架的负荷为使中心板和左右侧各承担50%而采用三点支撑方式。另外，附随轉向架KD18被安装在编组的三个连接部处。
然而，由于KD17和KD18为摇枕悬挂式悬架连杆（スイングハンガー）较短使得左右方向的刚性较硬，另外，由于摆动周期较短，在高速行驶时也有左右摆动特性方面的难题。这一时期近畿车辆所制造的施利伦转向架被称作短连杆式，为了允许摇枕的横向运动将悬架连杆改为连杆较长的短通用连杆（自由悬架连杆）的结构曾被1956年設計的近畿日本铁道800系用KD12所采用，本型号所安装的KD17、KD18也是符合了这一点。然而该项设计在1958年所设计的名古屋線用特急車近畿日本铁道6431系所安装的KD28、KD28A之上更重视水平运动将悬架连杆延长而成的长连杆式实用化，由于枕簧开始采用伸缩护罩式空氣彈簧，使得摇动特性实现飞跃性的改善，在很短的期间内结果变得异常的过时。

#### 空調装置
空調装置直到实体车完成时依然存在有未能解决的问题。
当时已经有其他铁路运营商的有搭载有空调装置的车辆，但由于若在SE车上安装真正使用冷凍機的空调的话会有重量上的难题，因此研究所方面建议采用冰式空调设备。这种设计需要在车辆上装载大量的冰，使房间中的空气通过冰块以热交换来实现降温，但由于运营方确认要在小田原储备大量的冰是很困难的事，此项设计议案并未继续完善。另外，还研究过由车辆侧面的管道将外部新鲜空气引入车内的方案，由于管道过分靠近车体表面的话会使相对的速度下降，若伸出管道的话则会碰触到车辆限界，因此最终也没能实现。
参与开发的山村秀幸（原小田急電铁副社長）直到最后仍执着于空调设备的安装，最终判断由于重量方面的问题，如果不削减座位数量的话将无法实现空调设备的安装，也有部分原因是因为运行时间过短，分别在先头车安装6台、中间车安装5台直径16英寸的风扇。

#### 辅助警報装置
关于辅助警报装置，为了达到既达到運輸省「满足作为警报设备的条件」的要求，又要达到警視廳「减少噪音污染」的强烈要求，在咨询过住在小田急沿線的音乐家黛敏郎后，最终得到获得音响心理研究所指导的以电颤琴为基调的音效，音量可达附近两公里的地方。辅助警報音的发声设备，由装设在乗務員室内的播放装置播放循环录音的磁带，以及被设置在车顶上的高方向性扬声器来播放声音所共同组成。然而，实际运营中由于循环磁带延长后时常会磨断，自NSE车之后变更为晶体管振荡器。
这种辅助警報音，就是SE車「八音盒電車」昵称的由来。此后，直到RSE车为止警笛都是安装其他的辅助报警装置。之后的VSE车上将音乐喇叭和警笛共同安装使用。

#### 其他设备
驾驶室前后长2450mm，从仪表盘到乘员室之间相隔1570mm。在前面的仪表盘上面，为了在事故中当前侧玻璃破裂时来保护司机而设置了防弹玻璃。另外，还有通过风道从车头前部下方排障器的开口将外界空气引入驾驶室这样的结构。
关于集電弓（导电架），依此前经验有「只要沉重坚固，弹簧就可以充分与架空线压接」这样的想法，依照研究所“集电弓不可以过轻。软化弹簧以提高跟踪性能。”的意见以求减轻重量。由于受电弓的额外电阻增加了20％，边界层变厚且靠近列车中部，在2号車厢车顶上新宿方向一侧以及7号車厢车顶上小田原方向一侧，各安装一具東洋電機製造的PT42-K菱形导电架以提升高速运行时的跟踪性能。
关于辅助電源装置，采用二相交流电6kVA、直流電35kW双向电流制的CLG-314型电动发电机（MG）以及三相交流电18kVA的CLG-315型MG两台电机，每组列车的两台先頭車各安装有1台。
电动空气压缩机（CP）对应车厢的低地板设计而采用M-20-D型，安装于1、3、6、8号車厢。

## 沿革

### 運用開始
1957年5月20日，由日本车辆制造所制的3001×8入线运行，同年6月上旬，同样由日本车辆制造所制的3021×8也入线运行。这一年6月起开始在小田急线内进行试运行，在小田急线内创造的127km/h的速度纪录，因小田急线的轨道条件有较多的弯道曲线，确认此记录已为极限。为此，小田急和研究所均一致认为“除了在轨道条件更加优越的国铁路线上之外，没有其他办法可以确认比此纪录更佳的高速性能”。需要指出的是，由于盘式制动器的负载能力不足，确认到盘面会发生热裂解，自此，对盘式制动器的最大压力采取了限制措施。
另外，在SE车完成后，西班牙計劃將TALGO售往日本，也拜訪了小田急公司。此時，小田急方面的銷售負責人則乘坐SE車前往迎接西班牙方面的考察人員。最後商談並未成立，在6月26日、27日举行的展示会上，时任研究所長篠原武司講道「参与TALGO开发的何塞·路易斯·奥里奥尔曾有‘實際运行中是可以安全达到150km/h的速度’的感想」。另外，当时的杂志也對應的將SE車稱作「日本製TALGO」。
在人們都認為「電聯車就是个方盒子」这样一个时代，SE車不仅是对鐵道迷，更是吸引了一般用户的注意力。同年7月6日起SE車在箱根特急線開始營業運行，此后不久，由於暑假的來臨，之前聽到對SE車讚譽的人們蜂拥而至，取得了連日滿座的好成績。箱根湯本站前立有写着的欢迎拱门。
然而，由於经堂工場比較狹窄，無法接納8辆連接車編組的SE車同時全部進場。因为連接車車体无法被举起，连结部也无法断开，而在经堂工場場内留置線設置了起重千斤頂。此外，若是普通的轉向架車的話，可以通過打開被設置在車內地板上的檢查蓋，進行轉向架與車體間接續配線的連接和分離操作，而即使是要断开SE車的布线，在此之前也要被迫钻进地板下面进行作业。因低地板设计使得地板下空间狭小，在地板下操作很困难，需要探身摸索着卸下螺丝以到达主電動機的送風管道。最终只得将编组分解，在经堂工場厂区内分散进行操作。邻接的经堂验车区也为了便于对SE車进行检查，将坑道线延长，检车线路被延长的部分一直延伸到车库外的曲线道上。另外，车辆制动装置的检查也可以从车体的侧面进行，不用进入车体地板下，而只要通过目视检查就可以进行。

### 窄轨世界最高速度纪录

#### 在国铁线路上的试验
就在此时，研究所在该年的5月30日以纪念研究所创立50周年而召开了叫做「3小时，从东京到大阪的可能性」的演讲会，这次演讲会引起了很大的反响，报纸和杂志争相报道。国铁已经有开始发动以之后的新幹線等高速电动列车为方向的开发计划。另外，在本次講演会上，三木所发表的内容，关于车体方面的观点与SE车几乎是相同的。
山本在该年的7月2日，面对以国铁技師長身份復職的島秀雄，以小田急和国铁双方共享在试验中收集到的数据作为条件，说道「难道不能把東海道本線借出来吗」希望以SE車在国铁線上进行高速试验。对此，島秀雄表示「希望能按照国铁方面的要求进行试验」，而很爽快地应允了SE車在国铁線上的高速试验。这项研究的最初目的是收集基本数据，岛秀雄认为「只要是能牵扯到高速電車列車的开发，什么机会都可以去利用」。島秀雄提名副技師長石原米彦作为国铁一方的负责人，石原以「绝对不做出超过145km/h的事来」为条件接受了提名。
对此决定，在国铁内部引起了「国铁借用私铁的车辆来做高速试验这算是怎么回事」，「拿竞争对手线路上的私铁电车在国铁线上试验这是纯属扯淡」等的反对意见。当时在国铁内部，对“客车应以火车头牵引的机车列车方式（动力集中方式）”的思维方式根深蒂固，而分散动力方式的支持者也有“国铁很失面子”等很多的反对意见。最终以“没法等到国铁制造出试验车辆来”而被迫同意决议。
另一方面，SE車作为日本首列信託研制車辆，由于在没还清贷款之前其所有权是归属银行所有，如「若像80系電車那样在试验过程中燃烧起来的话该怎么办？」这样的反对的声音也有所上升。另外，还有当在国铁線内发生事故的情况下的责任分配等的问题。为了解决这些问题，1957年9月小田急社長安藤楢六和国铁总裁十河信二之间，就SE車的借贷事宜进行了磋商并定下了合同，决定高速试验本身由投保保险来担保。
像这样私铁的车辆在国铁线上进行高速试验，在日本铁道史上尚属首次<国铁与私铁联合进行试验。作为试验接口负责人，山本亲自带头指挥。

#### 打破纪录
试验对輪重、车轮侧向力、振动、行驶阻力、集电极离线、制动距离、风压、盘式制动器的温度和耗电量等进行了测量，测量仪器采用国铁正在使用中的最新设备。为进行风压分布的测验，在SE车的正面开了数十个直径1mm的孔，从这里用橡皮管连结测压计。而对于记录车体表面的风压则采用在车顶装设節型皮托管的方式。另外，为了监视架線的状態而在国铁的运行试验中首次引入工业用监视器技术。试验路段使用当时为了测试铁道养路相关新技术而已经修建作为“示范线”的藤泽至平塚段下行线。辻堂站站区内原先设有道岔轉轍器，考虑到缺少车轮载荷的风险而在试验开始前就被拆除。在当时，为了防备无法在沼津安全停车的情况，而将直到下一站原站的線路腾空，为避免在沼津停车时车辆摇摆幅度过大碰触到月台而撤去了部分路缘石，但最终都被证实是多虑了。
川崎車輛生产的3011×8于同年8月8日驶入小田急線的站台，当时并未立即投入运行。1957年9月19日列车从小田原出发行驶进入東海道本線，9月20日起开始进行试验。首日在藤泽至平塚段进行日间试验，9月21日起在大船至平塚段进行深夜速度试验。在测试中，最初行驶时为95km/h，然后开始以5km/h的速度逐渐提高。9月24日深夜超过在小田急線内电车的最高速度纪录，达到了130km/h。此外，在9月26日凌晨3時34分30秒，记录到了当時的铁道窄轨世界最高速度143km/h。由于当時新闻媒体也同时乘坐在电车上，朝日新聞和每日新聞于9月26日的晚间以《连结东京与大阪的特快电车计划初见成型》的标题作了報道。
然而，SE车的设计最高时速是145km/h，试验有关人员认为「至少要进行一次最高速度的试验」。出于这个原因，第二天的9月27日起，试验路段转至在有着较长的直线线路、路面起伏平缓的函南至沼津段，在白天进行试验。这一天从上午11点左右开始，在同区間经过两个往返试运行後，开始进行最大速度测试。下午1時50分在函南发车的SE車以100km/h的速度通过三岛後持续加速，下午1時57分达到145km/h。此时的速度超过了9月26日的纪录，在窄轨铁道上创造了世界最高速度纪录。
另外，由于在分析过直到9月26日所进行过的行驶测试数据后最终得出「达到150km/h的程度没有问题」的结论，试验团队中也有建议将速度提升到150km/h进行试验，但石原基于「这是一个关乎日本的动力分散化技术成败的问题，如果发生什么事故的话就麻烦了。而如果仅进行到目前为止的话就已经足够成功了」的考量，不再继续进行150km/h的行驶测试而是结束试验。

#### 新幹線的开发
在这次高速测试中获得的数据，从旁支持了此前研究数据的正确性。相对于以往车辆达4吨的车轮横压，此次测试最大仅获得2.5吨的数据，为了确保较小的脱轨系数，其实留有相当大的速度提升空间。作为日本首次所采用盘式制动器，自145km/h至停止所需要的制动距離超过1000米，据报告可能会以缩短编组来提升制动器压力。另一方面，关于集電装置的高弓网離線率也成为了今后的一个研究课题。这些数据，有助于今后车辆、轨道和架线等的设计与维护。
通过SE車的试验，证明了三木的研究成果「东京与大阪之间4个半小时可抵达」的可能性，为「东海道本线若是宽轨或者标准轨的话可以达到最高速度250km/h」做出了保障。島秀雄在数年后对于此次试验表示「对国铁内部是一种宣传」，国铁側的负责人石原也对此次测试表示，也承认这样的高速试验是为新干线计划而预做的部署。此外，曾参与车体设计的三木，后来表示「先设计了SE车，然后才是新干线的设计」，确认了SE车是为新干线的前身。
通过国铁内部所设立的「電車化調査委員会」，依据SE車的速度试验，以及翌月进行的90系電車（之后的101系電車）速度试验的結果，汇总出「使用轻量列车的话，可以实现迄今为止由机车牵引的特快列车很难达到的高速服务」的研究结果。为此，1957年11月12日决定在东京和大阪之间的高速列车。为了此种特快電車而开始了20系電車（之后的151系→181系電車）的设计，1959年完成了使用151系电车为新干线开发而进行的速度试验和数据采集，该次速度试验打破了SE车所创造的纪录，将速度纪录更新至163km/h。
随后，新幹線的开发正式化，于1963年在新幹線示范线路段确立了256km/h的速度新纪录。三木对于在此示范线路段的纪录曾讲道「正如基于SE车试验的计算」。
在这样的情况下，SE車也可以说是「新幹線鼻祖」和「超高速铁道先驱」。

#### 影响

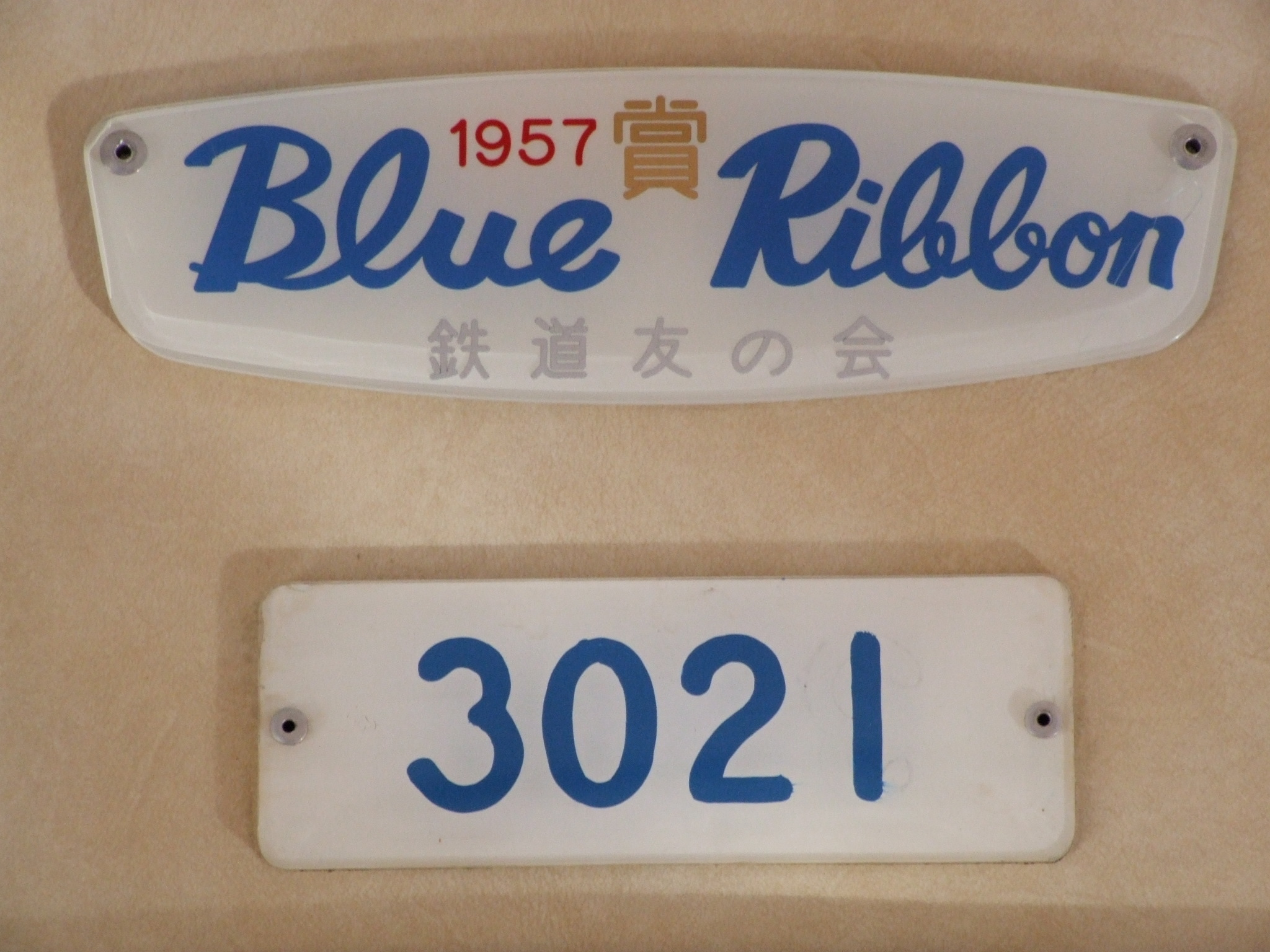
蓝丝带奖纪念铭牌

小田急在世界最高速度纪录的大规模宣传下被广泛报道，使得浪漫特快的乘客数量迅速增加。
另外，铁道友之会以SE車破世界最高速度纪录为契機，1958年起设立優秀車辆的表彰制度蓝丝带奖，当時的铁道友之会理事会因对SE車表示高度赞赏，对SE車没有采取会員投票，而是依据理事会决定直接授予其第1届蓝丝带奖。

### NSE車登場前後
速度试验在9月28日结束，3011×8编组返回小田急線内，10月1日起投入箱根特急的营运中。因此，1700型被改造为普通车。
1958年7月19日，3021×8编组在运行过程中发生デハ3026车厢的盘式制动器从轉向架上脱落的事故，在此之后直至8月7日编组均缩短为3021×5进行运行。同年8月对所有编组的付随車車軸上所设置的盘式制动器进行双碟式改造，同时也被换上与转向架匹配的弹簧。
1959年2月12日，3031×8编组作为补充车辆进站入线，同年2月28日开始运行。由于3031×8编组的引入，箱根特急全部都使用SE車，这使得使箱根特急得以进行提速。出于这个原因，2300形不得不被降级为準特急列車。另外，SE车这一年起，除了投入夏季运行的江之岛线的特快线路运行之外，特别快车「纳凉啤酒电车（納涼ビール電車）」也使用SE车。在这一时期，3031×8编组中座椅的面料变更为棕色方格式样，1962年又回到了同其他编组类似的浅蓝色面料。此外，在这个时候还进行了椅背形状等的翻修。
另一方面，由于1958年以后，其他的铁路公司都开始生产带有冷器设备的特快电车<，1961年小田急开始计划在SE车上安装冷气设备。由于车体的轻量化设计构造，若要在车顶安装冷气设备的话需要进行大量的改造工程，因此安装落地式制冷装置，1962年2月开始进行安装作业。所安装的制冷装置采用制冷能力为9000kcal/h的CBU-381型，每节车厢安装两台，在制冷设备安装位置的侧面设有百叶窗状进气口。安装好后，每节车厢要被撤去两组座席，此时优先撤去的是位于厕所前、小卖部前和上下车门旁等乘客不太喜欢的位置的座位。此次改造，每节车厢的额定载员减少量4名，编组的额定载员量变为316名。随着制冷装置的新增，3号車厢和6号車厢加装功率为60kVA的CLG-326型電動发电机（MG）。
1961年曾有将SE车安装住友金屬工業新设计制造的转向架，原有的施利伦轉向架则汰换给2400型（HE車）的方案，实际仅进行至实验阶段，并未达到实现的程度。
1963年，集電装置的摺板由碳纤维变更为Broimet材料制。另外，1966年在车上加装了列车无线通讯系统。
1963年NSE車出厂，之后的1967年箱根特急全线改行驶NSE車，SE車也在江之島線的特快「江之岛号」以及1966年6月新开设的中途站停車的特快「相模号」等线路上运行。

### 編成短縮
1968年随着御殿場線電气化建设，自1955年起在御殿場線直通营运的特別準急キハ5000型进行气动車替换为电车。也有计划生产新型电车，就是将SE车改造后使用为御殿場線直通列車。SE车是以使用寿命为10年所设计制造的车辆，到1968年的时候因为已经超过10年期，小田急公司内有不少反对的声音，而当时国铁正处在勞資爭議最激烈的时期，也听到「若引进NSE车的话就反对」传闻，由于国铁方面在此事上已变得较为敏感，于是转而以改造原有车辆来解决状况。然而，由于若是给包含「江之岛号」和「相模号」的御殿場線直通列車使用的话，4编组方案的编组数量不够，考虑到运力适应性，决定改为5辆連接車×6编组的改造方案。

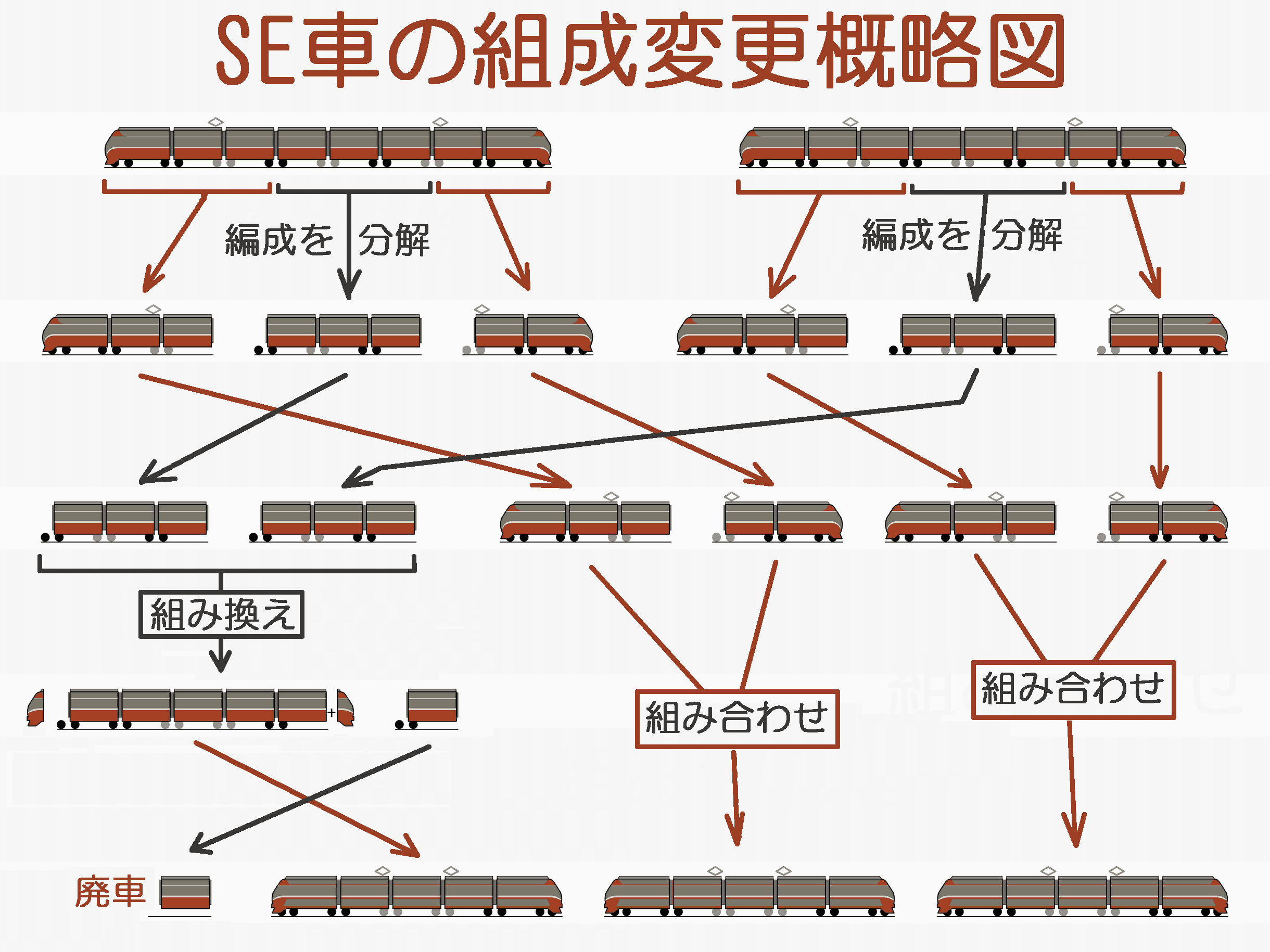
编组变更的概略图

改造的具体内容，大致为原先的8辆连接车编组上取下3辆，剩下5辆连接车组成4节编组，取下的中间车经改造后以5辆连接车组成2节编组。不足的4辆先頭車是由中间车加装相同的形式的驾驶台而来。转向架总数仍为電動轉向架24台、附随轉向架12台没有变化，因编组中央的3号车厢变成两端均为的附随轉向架的车厢，于是成为了新式样车厢サハ3000型。为了对应御殿场线连续坡道路段，齿轮传动比变更为80:19=4.21，为了补足由此被降低的高速性能弱励磁级数由3级变为4级，最弱励磁率由50%变为40%。另外，全部的转向架的车轮径由840mm变更为860mm。而对于车头外观，昵称表示器变更为与NSE车相同的形状，前照灯被移动至昵称标示器的两侧。此外，连接器的安装因需要符合SE车入线国铁线的条件，前部的连接器变为扣紧的電气連結器，遮盖安装可装卸式连接器。相对应的厕所和化妆室移至2号车厢，茶水间被移至3号车厢，茶水间的面积被扩大。对于安全设备，则安装国铁的ATS-S型。制冷装置改为安装在车顶，分别为先头车安装6台、中间车安装5台制冷能力为4000kcal/h的CU-11型聚合分散型制冷装置。关于外部涂装设计，比照NSE车的涂装改成灰色部分较多的样子以示区分。
这项改造工程在日本車辆製造的蕨工場进行，在此次编组变更中32节车中有22节车的编号做了改动，改造过后剩余的两节车厢被废弃处理。
以这种方式，1968年7月1日起SE車作为連絡準急行（1968年10月以后为連絡急行）「朝雾号」来进行营运，由于编组缩短而被称作“Short Super Express”（简称「SSE車」）。在这一年车上还安装了OM-ATS装置。另外，1972年安装安全制动设备，1973年进行了列車無線装置的更新。
在那之后，SE车主要在「相模号」「江之岛号」「朝雾号」等线路运行>。在NSE车进行定期检查时也曾投入箱根特急进行运输作业，另外，在客流高峰时期以两节编组相接进行“重联运转”。在两节编组重联的场合下由于1号車厢至5号車厢分别有两组，编组全体分别被叫做「A号車」和「B号車」。1980年至1977年之间室内装饰曾进行过更新。
然而，步入20世纪70年代，因原本以10年为使用寿命所研制的SE车正在不断的持续老化，1976年起开始了作为SE车後继车型的新型特急车辆的研制，1980年LSE車出廠投入使用。因LSE车的投入运营，弥补了NSE车进厂检车期间SE车在箱根特急进行运输作业时的运力短缺。

### 转让至大井川铁道

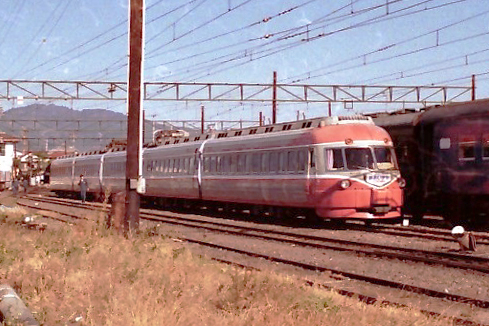
在大井川铁道新金谷站的SE車，攝於1984年

後來，因越來越多的LSE車開始投入使用，1983年3月，3001×5編組車輛被廢車。被废弃的3001×5以動態保存車辆的形式被轉讓給大井川铁道（当時）。
1983年4月15日以大井川铁道的車辆被改裝完成，除了將车厢編號的抬頭由「デハ」改為「モハ」之外其他幾乎是保持原狀態不變，1983年8月起作為浪漫特快「大井川（おおいがわ）」開始運行。車内也提供綠茶供應服務，這使得作為蒸汽機車牽引列車的SL急行等无法吸引客户。1987年7月的時刻表修正之后，由於不合使用狀況而被迫休車，此後就再也沒有被繼續使用。1992年3月再次被廢車，1993年4月車輛被解体。

### 服役终止
另一方面，小田急剩余的SE车也已经有超过25年的车龄了，公司内部也有意見反对继续使用，也有以LSE車在「朝雾号」线上代替SE车进行营运的提案。然而，当时国铁方面考虑到运营使用现场的反应等诸多因素，决定忍痛继续使用。

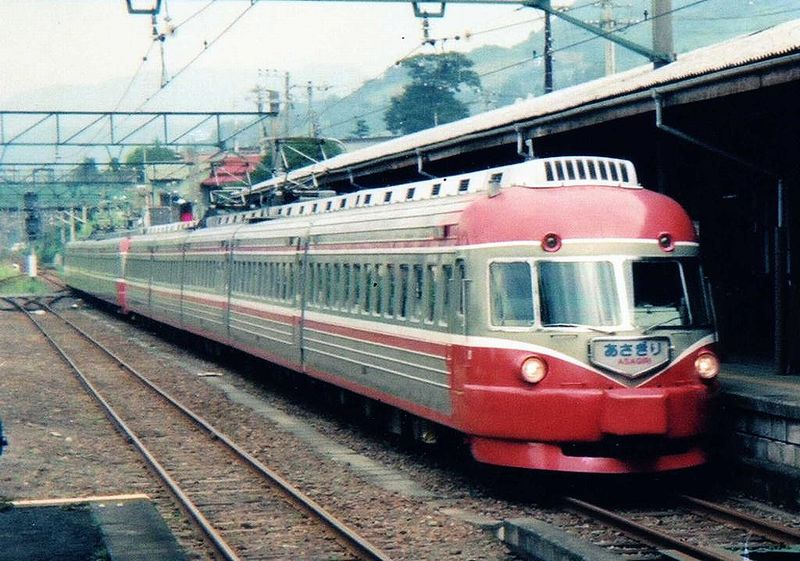
車体修理後，以「重联」的方式在「朝雾号」线使用的SE車

出于这个原因，1984年起对除3011×5编组以外的其他4种编组进行车体维修。此次维修带来的外观上的变化有，侧面窗户更换为高650mm、宽680mm的固定窗，连结部的外罩同LSE车一样的以聚氨酯为芯材。此外，车顶上的空調機組蓋改为纤维增强复合材料（FRP）制。关于室内装潢，对于部分车辆，除了座椅的面料参照LSE车变为橙色和黄色双色调之外，化妆板从原先的木纹风格转变为类似皮肤的风格，天花板变更为白色格子的式样。另外，在乘客上下门上安装了电动锁装置。
此时在维修对象之外的3011×5编组，在其他4中编组完成翻新作业后，因不再需要投入使用而滞留在经堂检车区，1987年3月27日被废车。因该编组曾是树立了窄轨铁路世界最高速度纪录的车辆，废车后被暂时保管在海老名检車区，后随着车辆的增加，因滞留线不足等缘故，于1989年5月在大野工場解体，没有被保存下来。
剩余的4种编组，后来主要用于「朝雾号」线，由于1987年所投入使用的HiSE車大量增加，1989年7月15日起SE车仅用于「朝雾号」线的定期运行班次。
稍早一点的1988年7月，小田急要求东海旅客铁道（JR東海）更换车龄超过30年的SE列车。以此为开端，在两公司之间进行有关相互直通运行的协议。这其中，两公司在分别引进新型车辆的基础上逐渐变为相互直通运行，自此逐渐可以看出SE车被替代的趋势。
1990年年末，RSE車入线运行，进入1991年以后开始使用“告别运行”字样的昵称板来替代普通的昵称板。由于在小田急，这次是首次出现正式的特快列车最终做降格运营以外的处理，可以看到有许多的铁道迷在沿线进行拍摄。定期运行最后一天的1991年3月15日，「朝雾8号」采用重联运行。为了见证最后一次作为定期运行班次的SE车「朝雾8号」的到来，在新宿站聚集了大量的铁道迷。
离开定期营运后不久就被留给短期运输使用，1992年3月在进行告别运行后所有车辆全线废车。SE车进行告别运行的3月8日当天，意外的也是新干线首次大规模产品更新的300系的一个试乘活动，新旧里程碑被同时报道。
最初以10年作为设计寿命的车辆，与山本的意愿相反使用了近35年。

## 保存車辆
最初并没有车辆的保存计划，因考虑到其作为在日本的电车发展史上的一大划时代产品，在工业考古学上也是十分重要的，具有足够的保存价值，董事会决定将一列编组永久保存。
被保存下来的编组是3021×5，新宿一侧车头部被复原成原出厂时的形态，车厢デハ3021和デハ3022也将涂装变更为出厂初期的样式。1993年3月完成复原，同年3月16日运送至海老名检車区，同年3月20日收容至保存用的车库。该存储用车库，由于厂区内有没有敷设轨道的闲置空地，所以想要利用起来的话，要新增1亿日元预算。收容时从临时待避线连结到暂设线路上，由相关的工作人员通过人力将SE车收容安置。
展示车辆平时并不公开，只在「Family铁道展」等活动中展出。2007年10月的Family铁道展是自車輛被保存以来第一次举行户外展览。
另外，1992年11月10日在大野工場建筑内设置了SE車的纪念碑。

## 編成表
图例Mc…控制車、M…动车、T…拖車、CON…制御装置、MG…电动发电机、CP…电动空气压缩机、PT…集電装置
乗…乘务员室、茶…茶水间、WC…洗手间/化妆间

### 8辆連接車時代
|            | ←小田原方向新宿方向→ |                     |                     |                     |                     |                     |                     |                     |
| 车厢编号   | 1                    | 2                   | 3                   | 4                   | 5                   | 6                   | 7                   | 8                   |
| 车厢型号   | デハ3000             | デハ3000            | デハ3000            | デハ3000            | デハ3000            | デハ3000            | デハ3000            | デハ3000            |
| 区分       | M8c                  | M7                  | M6                  | M5                  | M4                  | M3                  | M2                  | M1c                 |
| 車辆编号   | 3008 3018 3028 3038  | 3007 3017 3027 3037 | 3006 3016 3026 3036 | 3005 3015 3025 3035 | 3004 3014 3024 3034 | 3003 3013 3023 3033 | 3002 3012 3022 3032 | 3001 3011 3021 3031 |
| 车载设备   | MG、CP               | CON、PT             | CP                  |                     | CON                 | CP                  | CON、PT             | MG、CP              |
| 自重       | 24.34吨              | 17.19吨             | 15.75吨             | 15.13吨             | 16.28吨             | 16.00吨             | 17.19吨             | 24.87吨             |
| 车厢内设施 | 乗                   | WC                  | 茶                  |                     |                     | 茶                  | WC                  | 乗                  |
| 定員       | 52                   | 40                  | 38                  | 44                  | 44                  | 38                  | 40                  | 52                  |

### 5辆連接車時代
|                                   | ←小田原方向新宿方向→                                                    |                                                                         |                                                                         |                                                                         |                                                                         |
| 车厢编号                          | 1                                                                       | 2                                                                       | 3                                                                       | 4                                                                       | 5                                                                       |
| 车厢型号                          | デハ3000                                                                | デハ3000                                                                | サハ3000                                                                | デハ3000                                                                | デハ3000                                                                |
| 区分                              | M4c                                                                     | M3                                                                      | T                                                                       | M2                                                                      | M1c                                                                     |
| 車辆编号 括号内为改编号之前的编号 | 3005 (3008) 3015 (3018) 3025 (3028) 3035 (3038) 3045 (3014) 3055 (3034) | 3004 (3007) 3014 (3017) 3024 (3027) 3034 (3037) 3044 (3004) 3054 (3024) | 3003 (3006) 3013 (3016) 3023 (3026) 3033 (3036) 3043 (3013) 3053 (3033) | 3002 (3002) 3012 (3012) 3022 (3022) 3032 (3032) 3042 (3005) 3052 (3025) | 3001 (3001) 3011 (3011) 3021 (3021) 3031 (3031) 3041 (3015) 3051 (3035) |
| 车载设备                          | MG、CP                                                                  | CON、PT                                                                 | CP                                                                      | CON、PT                                                                 | MG、CP                                                                  |
| 自重                              | 28.385吨                                                                | 19.094吨                                                                | 18.597吨                                                                | 19.078吨                                                                | 28.316吨                                                                |
| 车厢内设施                        | 乗                                                                      | WC                                                                      | 茶                                                                      |                                                                         | 乗                                                                      |
| 定員                              | 52                                                                      | 38                                                                      | 36                                                                      | 44                                                                      | 52                                                                      |

## 脚注

### 書籍
- 青田孝. . 交通新聞社（日语：交通新聞社）. 2009. ISBN 978-4330105093.

- 碇義朗. . 文藝春秋. 1993. ISBN 978-4163471907.

- 生方良雄（日语：生方良雄）; 諸河久（日语：諸河久）. . 保育社（日语：保育社）. 1981. 0165-508530-7700.

- 生方良雄; 諸河久. . 保育社. 1985. ISBN 978-4586505302.

- 生方良雄; 諸河久. . 保育社. 1988. ISBN 978-4586507689.

- 生方良雄; 諸河久. . 保育社. 1994. ISBN 978-4586180295.

- 生方良雄. . 多摩川新聞社. 2000. ISBN 4924882372.

- 生方良雄. . 大正出版（日语：大正出版）. 2005. ISBN 978-4811706559.

- NHKプロジェクトX（日语：プロジェクトX〜挑戦者たち〜）製作班. . 日本放送出版協会. 2003. ISBN 978-4140841709.

- NHKプロジェクトX製作班. . 宙出版（日语：宙出版）. 2003. ISBN 978-4776711308.

- 海老原浩一. . 日本交通公社. 1984. ISBN 4533004148.

- 小山育男; 諸河久. . 保育社. 1985. ISBN 978-4586532025.

- 斋藤雅男（日语：齋藤雅男）. . 鉄道ジャーナル社. 1999. ISBN 4924496014.

- 白井良和（日语：白井良和）. . ネコ·パブリッシング（日语：ネコ·パブリッシング）. 2002. ISBN 978-4873662978.

- 高橋団吉. . 小學館. 2000. ISBN 978-4093410311.

- 鉄道友の会編. . 保育社. 1988. ISBN 978-4586507566.

- 鉄道友の会東京支部. . 小学館. 1979.

- 電気学会通信教育会. . 电气学会（日语：電気学会）. 1962.

- 日本機械学会編. . 電気車研究会. 1994. ISBN 978-4885480744.

- 日本車輛製造. . 日本車輛製造. 1928.

- 日本車輛製造. . 日本車輛製造. 1930.

- 福原俊一. . JTBパブリッシング. 2008. ISBN 978-4533069659.

- 吉川文夫（日语：吉川文夫）編. . 大正出版. 1987. 0025-301310-4487.

### 杂志記事
- 生方良雄. . 鉄道ピクトリアル（日语：鉄道ピクトリアル） (電気車研究会): 10–15.

- 生方良雄. . 鉄道ピクトリアル (電気車研究会). 1991年7月: 157–163.

- 生方良雄. . 鉄道ファン（日语：鉄道ファン (雑誌)） (交友社). 1993年6月, (386): 67–69.

- . 鉄道ダイヤ情報 (弘済出版社). 1996年5月, (145): 42–48 （日语）.

- 生方良雄. . 鉄道ファン (交友社). 1996年6月, (422): 47–50.

- 生方良雄. . 鉄道ピクトリアル アーカイブスセレクション (電気車研究会). 2002年9月, (1): 42–71.

- 生方良雄. . 鉄道ピクトリアル アーカイブスセレクション (電気車研究会). 2002年9月, (1): 74–82.

- 生方良雄. . 鉄道ピクトリアル (電気車研究会). 2007年5月, (789): 49–52.

- 大幡哲海. . 鉄道ピクトリアル (電気車研究会): 16–24.

- 大幡哲海. . 鉄道ピクトリアル (電気車研究会). 1991年7月, (546): 175–197.

- 沖中忠順. . 関西の鉄道 (関西鉄道研究会). 1995年4月, (31): 82–85.

- 小野田滋. . RRR (鉄道総合技術研究所). 1997年11月: 28–29.

- 鹿島雅美. . 鉄道ファン (交友社). 2009年8月, (580): 122–129.

- 刈田草一. . 鉄道ピクトリアル (電気車研究会). 1991年7月, (546): 145–156.

- 川島常雄. . 鉄道ピクトリアル (電気車研究会). 2007年5月, (789): 58–62.

- 岸上明彦. . 鉄道ピクトリアル (電気車研究会). 1991年7月, (546): 169–174.

- 岸上明彦. . 鉄道ピクトリアル (電気車研究会). 1999年12月, (679): 194–200.

- 輿水醇. . 鉄道ピクトリアル (電気車研究会). 1982年6月, (405): 81–85.

- 斎藤雅男. . 鉄道ジャーナル (鉄道ジャーナル社). 1993年5月, (319): 110–115.

- 須田寛（日语：須田寛）. . 鉄道ジャーナル (鉄道ジャーナル社). 1991年7月, (297): 34–35.

- 竹田辰男. . 鉄道史料 (鉄道史資料保存会). 2003年8月, (108): 1–174.

- 中山嘉彦. . 鉄道ピクトリアル (電気車研究会). 2010年1月, (829): 189–191.

- 三木忠直（日语：三木忠直）. . 鉄道ファン (交友社). 1992年7月, (375): 91–97.

- 三木理史. . 鉄道ピクトリアル (電気車研究会). 1992年12月, (569): 227–265.

- 三宅俊彦. . 鉄道ピクトリアル (電気車研究会). 1987年12月, (488): 41–44.

- 山岸庸次郎. . 鉄道ピクトリアル (電気車研究会). 1999年12月, (679): 131–139.

- 山岸庸次郎. . 鉄道ピクトリアル (電気車研究会). 2007年5月, (789): 53–57.

- 山下和幸. . 鉄道ピクトリアル (電気車研究会). 1982年6月, (405): 169–183.

- 山下和幸. . 鉄道ファン (交友社). 1996年6月, (422): 30–46.

- 山下和幸. . 鉄道ピクトリアル アーカイブスセレクション (電気車研究会). 2002年12月, (2): 59–82.

- 山村秀幸. . 鉄道ピクトリアル (電気車研究会). 1991年7月, (546): 82–86.

- T記者. . 鉄道ピクトリアル アーカイブスセレクション (電気車研究会). 2002年9月, (1): 112–118.

- . 鉄道ピクトリアル (電気車研究会). 1989年8月, (515): 111–113.

- . 鉄道ピクトリアル アーカイブスセレクション (電気車研究会). 2002年9月, (1): 6–16.

- . 鉄道ピクトリアル アーカイブスセレクション (電気車研究会). 2002年12月, (2): 6–20.

- . 鉄道ピクトリアル (電気車研究会). 2010年1月, (829): 8.

- . 鉄道ピクトリアル (電気車研究会). 2010年1月, (829): 173–183.

- . 鉄道ピクトリアル (電気車研究会). 2010年1月, (829): 234–235.

- . 鉄道のテクノロジー (三栄書房). 2011年10月, (12): 40–79. ISBN 9784779613494.